# Pochazina handlirschi
Pochazina handlirschi är en insektsart som beskrevs av Melichar 1898. Pochazina handlirschi ingår i släktet Pochazina och familjen Ricaniidae. Inga underarter finns listade i Catalogue of Life.